# Mehara
Mehara ist ein Suco im Osten des osttimoresischen Verwaltungsamts Tutuala (Gemeinde Lautém). „Mehara“ ist das Fataluku-Wort für „Ameisen“.

## Geographie

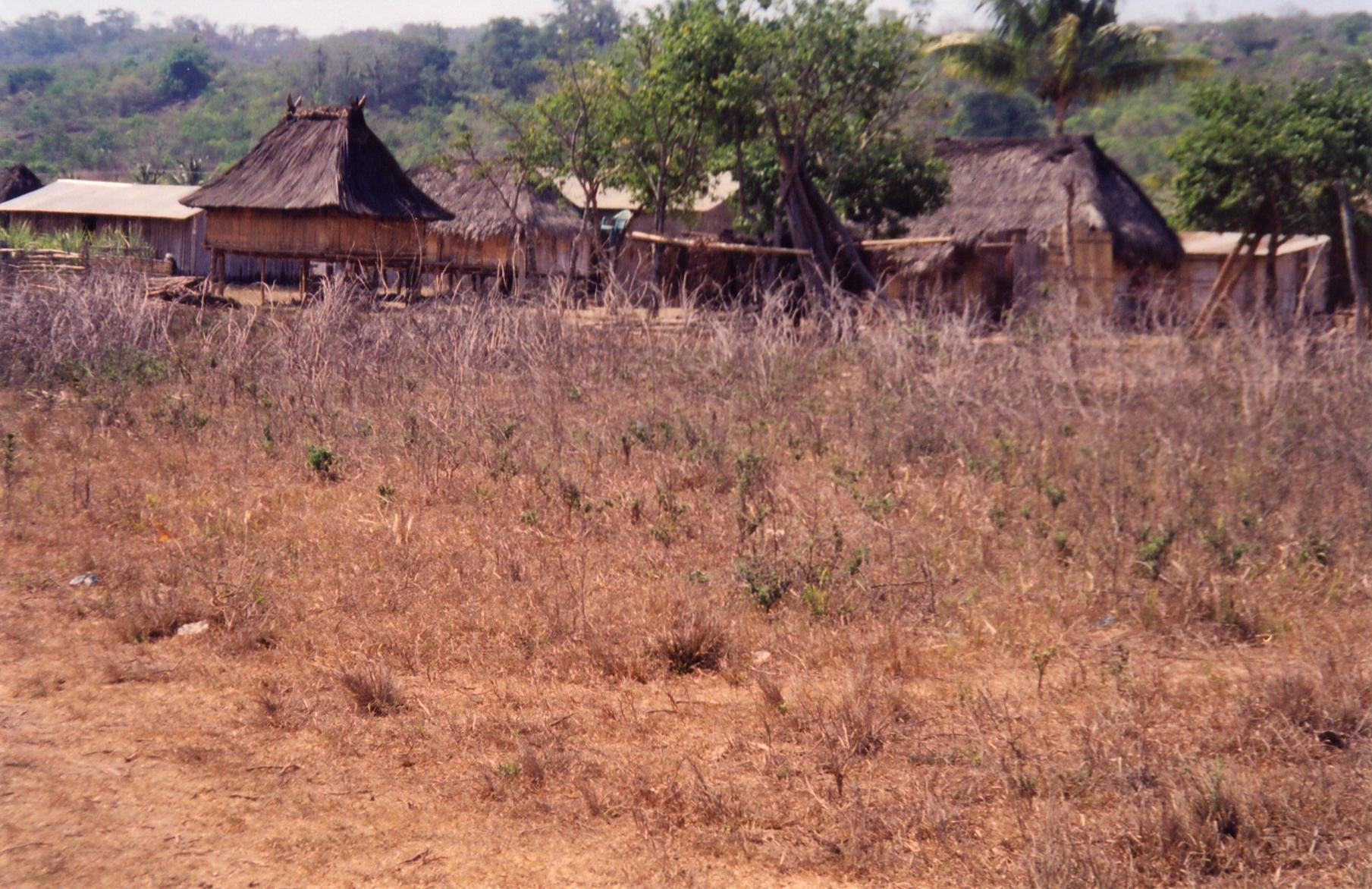
Ein Weiler in Mehara

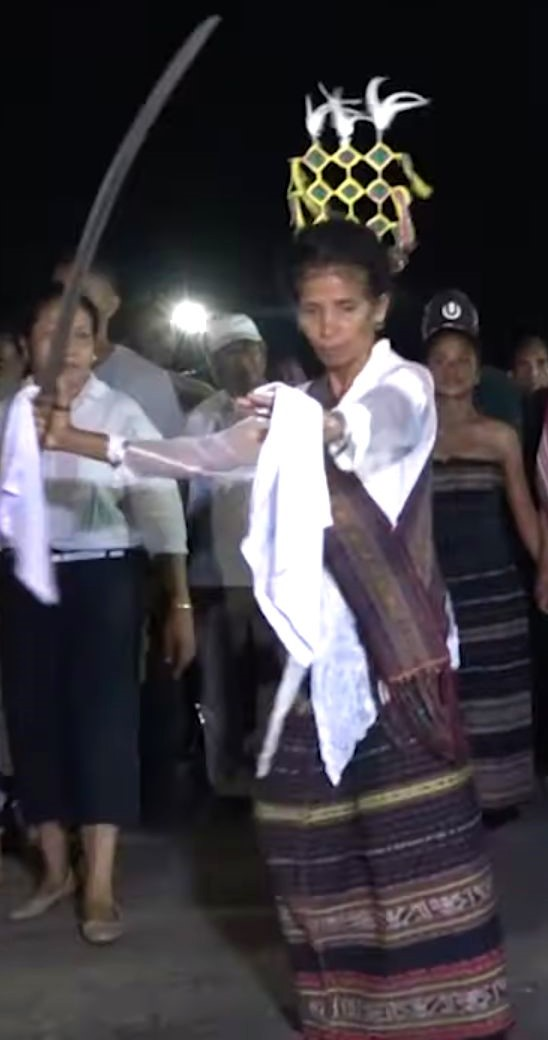
Tänzerin in Mehara (2020)

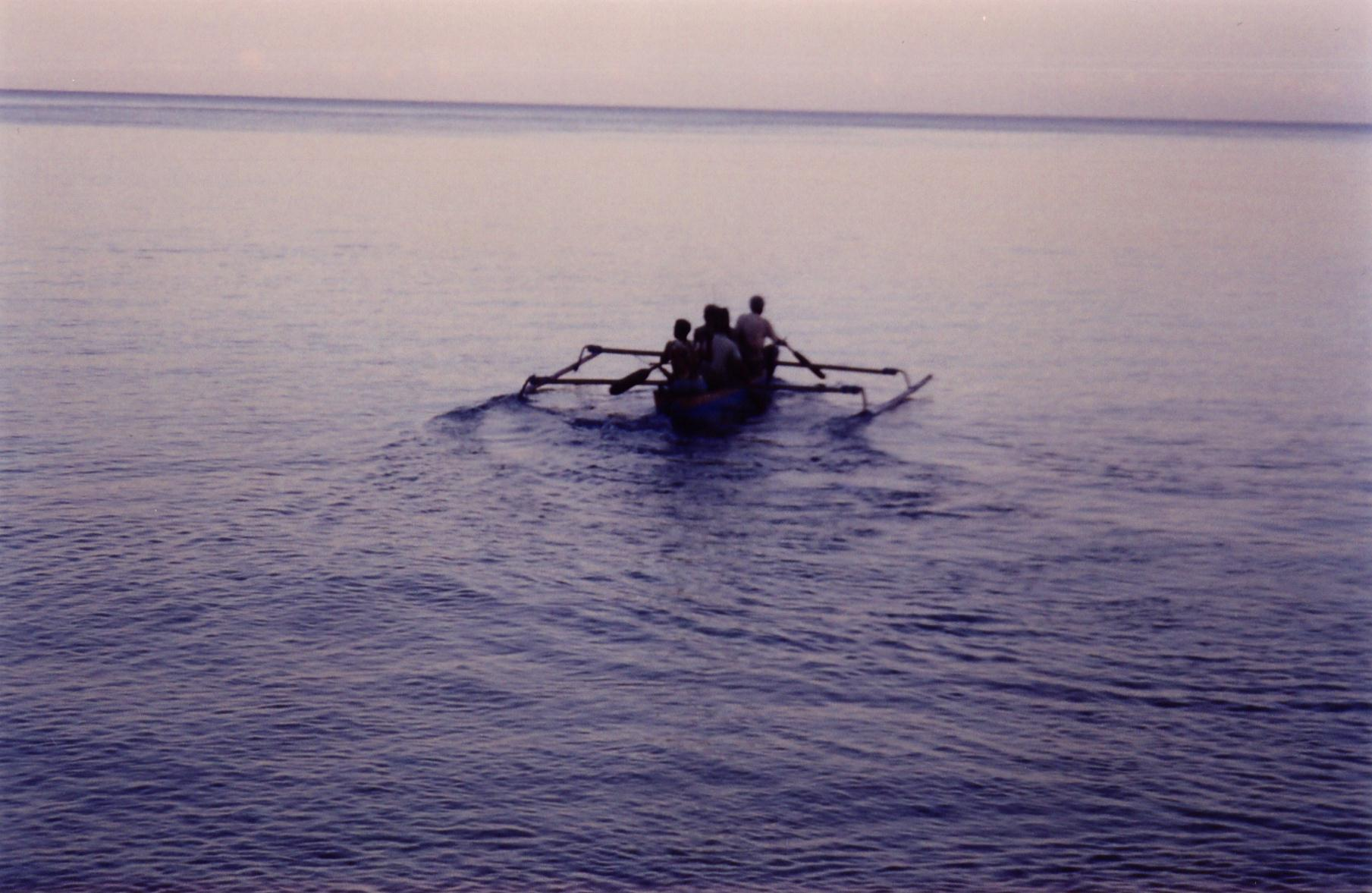
Fischer bei Mehara

Der Suco bildet den Westteil des Verwaltungsamts Tutuala, an der Straße von Wetar. Östlich befindet sich der Suco Tutuala. Im Westen grenzt Mehara an das Verwaltungsamt Lautém mit seinem Suco Com, im Südwesten und Süden an das Verwaltungsamt Lospalos mit den Sucos Bauro und Muapitine. Die Nordspitze Meharas bildet das Kap Ponta Aimoco Meno (8° 20′ S, 127° 11′ O), weiter östlich liegt nur wenig weiter südlich das Ponta Tei (8° 20′ S, 127° 12′ O). Den höchsten Punkt des Sucos bilden die beiden benachbarten Berge Monte Somoro (629 m) und Solipupur (631 m).
Früher reichte Mehara bis an die Timorsee im Süden. Zum Suco gehörte fast der gesamte Ira Lalaro und südlich davon der Berg Paitchau und der Ort Malahara. Seit 2015 gehört das Gebiet zum Suco Muapitine. Die Grenze zum Suco Tutuala wurde begradigt. Meharas Fläche verkleinerte sich von 190,67 km². auf 107,82 km² und teilt sich in die drei Aldeias Loiquero, Porlamano und Poros.
Südlich der Straße Tutuala - Lospalos reicht Mehara bis an den Ira Lalaro (Suro-bec), der größte See Osttimors, dessen Überschwemmungsflächen tief in den Suco hineinreichen. Hier liegt der Motosumpf (8° 25′ S, 127° 9′ O), mit kleinen Seen und Zuflüssen. In diesem Überflutungsgebiet steht das Wasser des Sees im Februar bis zu einem Meter hoch in den Nauclea orientalis-Wäldern. Der Südteil des Ira Lalaros befindet sich im Verwaltungsamt Lospalos. Die Fläche des Sees schwankt von 10 km² in der Trockenzeit bis 55 km² in der Regenzeit. Der See ist vor allem für die reiche Vogelwelt Timors ein wichtiger Lebensraum, weswegen er, zusammen mit großen Teilen der Gemeinde Lautém zum Nationalpark Nino Konis Santana gehört. Mehrere hundert Leistenkrokodile leben im See. Die saisonale Überflutung hat bisher eine wirtschaftliche Entwicklung des Umfelds des Sees verhindert.
Der Hauptort Mehara befindet sich an einer schlecht ausgebauten Straße, die den Ort Tutuala an der Ostspitze Timors, mit der Gemeindehauptstadt Lospalos und dem restlichen Land verbindet. Minibusse, sogenannte Mikroléts, dienen als öffentliche Verkehrsmittel. Mehara liegt in Luftlinie 218 km östlich der Landeshauptstadt Dili und 24 km nordöstlich von Lospalos. Nahe dem Verwaltungszentrum Mehara liegen die Weiler Loiquero (Loikero, Loikere, Louiquero) und Porlamano (Polamanu). An der Straße weiter Richtung Westen liegt der Weiler Poros (Ponos, Purus). An der Nordküste liegt der Ort Loiquero (Loikero, Loiquere).
Der Ort Mehara verfügt über ein kommunales Gesundheitszentrum, eine Grundschule und eine vorbereitende Schule für die Sekundärstufe. Im Dorf finden sich viele traditionelle Hütten im Stil der ansässigen Volksgruppe der Fataluku.
Neben dem Ort Mehara verfügt auch Poros über eine Grundschule. Aldeias sind Loiquero, Porlamano und Poros.

## Einwohner
In Mehara leben 2.330  Einwohner (2022), davon sind 1.142 Männer und 1.188 Frauen. Im Suco gibt es 461 Haushalte. Über 98 % der Einwohner geben Fataluku als ihre Muttersprache an. Eine Minderheit sprechen Tetum Prasa.
Im Ort Mehara l´wohnen die letzten 100 Sprecher der Nationalsprache Makuva, der einzigen in der Gemeinde Lautém heimischen malayo-polynesischen Sprache. Die meisten anderen Einwohner sprechen als Muttersprache die Papuasprache Fataluku, die auch von der jüngeren Generation der Makuva vermehrt verwendet wird. Die Makuva wurden 1946 von ihren ursprünglichen Heimatdörfern Loiquero an der Nordküste und Porlamano nach Lovaia umgesiedelt. Später erfolgte die erneute Umsiedlung in das Dorf Mehara.

## Geschichte

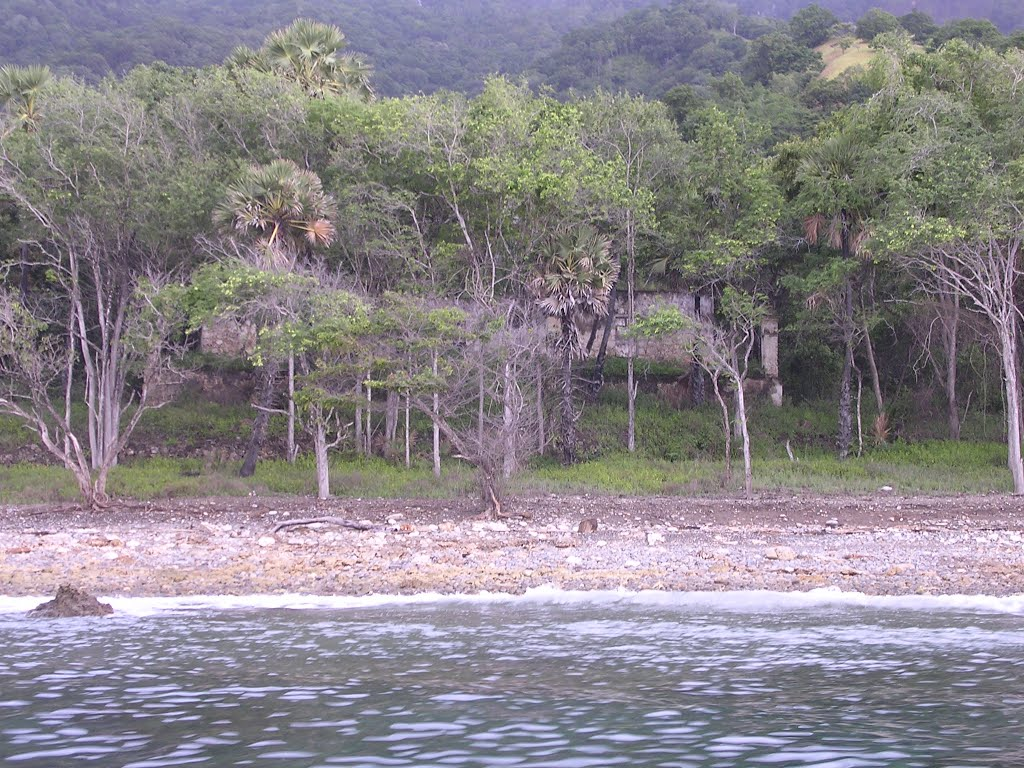
Ruinen aus der portugiesischen Kolonialzeit an der Nordküste Meharas

In den beiden Höhlen von Matja Kuru konnten vorgeschichtliche Besiedlungsspuren nachgewiesen werden. Man fand Überreste von erbeuteten Tieren, die 3500 bis 4000 Jahre alt sind, darunter erstmals Überreste der Musser-Timor-Ratte (Coryphomys musseri), einer ausgestorbenen Rattenart. Ein weiteres Fundstück aus Matja Kuru 2 ist der Teil einer 35.000 Jahre alten Harpune. Felsmalereien wurden in Vérulu entdeckt.
Mehara war 1976 ein Rückzugsgebiet der FALINTIL, die gegen die indonesischen Invasoren kämpfte. Hier gründeten sie eine base de apoio, eine Widerstandsbasis, die Zuflucht für Flüchtlinge aus dem damaligen Distrikt Lautém bot. Später wurde die Basis von den Indonesiern zerstört.
In den 1980er-Jahren versteckte sich der Freiheitskämpfer und spätere Präsident und Premierminister Osttimors Xanana Gusmão in Mehara.
Zwischen dem 5. und 8. August 1983 desertierten Hunderte von Mitgliedern von bewaffneten Milizen (Wanra, Hansip) aus Mehara, Lore, Leuro und Serelau und schlossen sich der FALINTIL an. In ihren Heimatorten führten die Indonesier Strafaktionen durch. Hunderte Frauen und andere zurückgebliebene wurden auf Lastwagen zusammengetrieben und für mehrere Monate interniert. Es kam zu Folterungen und Vergewaltigungen. Später wurden mehrere hundert Familien auf die Insel Atauro zwangsumgesiedelt, wo sie jahrelang bleiben mussten.

## Politik

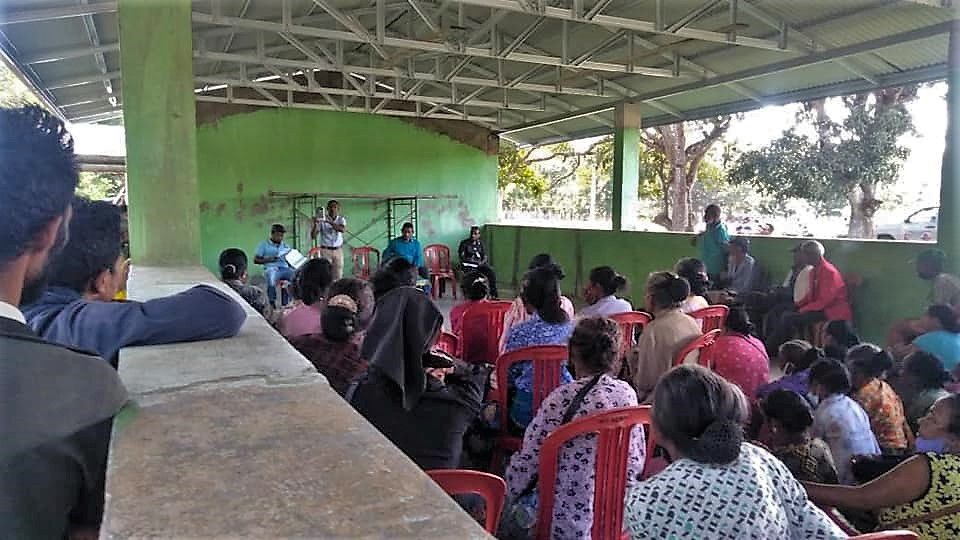
Bürgerversammlung im Sucositz von Mehara

Bei den Wahlen von 2004/2005 wurde Alvaro da Assunção zum Chefe de Suco gewählt. Bei den Wahlen 2009 gewann Zé Meigo Neto und wurde 2016 in seinem Amt bestätigt.

## Kultur
Zweimal im Jahr findet an der Küste das Mechi der Fataluku statt, das Sammeln der Meci-Würmer (Eunice viridis). Im letzten Mondviertel vom Februar findet das kleinere Mechi kiik und bei Neumond im März das große Mechi boot statt.

## Persönlichkeiten
- Higínio das Neves (* 1966), Soldat.